# Pierre Bellot
Pour les articles homonymes, voir Bellot.
Antoine-Pierre Bellot, connu comme Pierre Bellot (né à Marseille 17 mars 1783 et mort dans la même ville le 3 septembre 1855) est un écrivain provençal de langue d'oc, et qui eut un grand écho à une époque précédent le Félibrige.

## Description
Robert Lafont et Christian Anatole dans leur Nouvelle histoire de la littérature occitane lui attribuent une certaine médiocrité de vie et de mœurs ainsi qu'un humour gras bien qu'effectif.